# Jacey Harper
Jacey Harper (* 20. Mai 1980 in Chaguanas) ist ein Sprinter aus Trinidad und Tobago.
Seine größten Erfolge feierte er mit der 4-mal-100-Meter-Staffel seines Landes. Bei den Leichtathletik-Weltmeisterschaften 2001 in Edmonton gewann er gemeinsam mit Marc Burns, Ato Boldon und Darrel Brown die Silbermedaille. Das Quartett erzielte mit einer Zeit von 38,58 s einen neuen Landesrekord und musste sich nur der Staffel Südafrikas geschlagen geben. Die ursprünglich siegreiche US-amerikanische Staffel wurde wegen eines Dopingvergehens ihres Läufer Tim Montgomery nachträglich disqualifiziert. Im 100-Meter-Lauf schied Harper in der Vorrunde aus.
Nachdem er bei den Leichtathletik-Weltmeisterschaften 2003 in Paris mit der Staffel den Finaleinzug verpasst hatte, gewann er bei den Leichtathletik-Weltmeisterschaften 2005 in Helsinki eine weitere Silbermedaille. Kevon Pierre, Marc Burns, Jacey Harper und Darrel Brown verbesserten dabei den Landesrekord auf 38,10 s und blieben nur zwei Hundertstelsekunden hinter der französischen Staffel. Im 100-Meter-Lauf erreichte Harper die Viertelfinalrunde.
Außerdem wurde Harper viermal Landesmeister von Trinidad und Tobago, jeweils zweimal über 100 m (2003, 2006) und im 200-Meter-Lauf (1999, 2003).
Jacey Harper hat bei einer Körpergröße von 1,80 m ein Wettkampfgewicht von 77 kg.

## Bestleistungen
- 100 m: 10,10 s, 25. Juni 2005, Port of Spain
- 200 m: 20,65 s, 23. August 2005, Linz
- 60 m (Halle): 6,69 s, 12. Februar 2005, Clemson (South Carolina)